# 456 a.C.

## Eventos
- Lei Icília de Aventino reparte terras para os plebeus no Aventino.
- Cálias, arconte de Atenas.[1]
- Sérvio Sulpício e Públio Volúmnio Amintino, cônsules romanos.[1]
- 81a Olimpíada; Polimnasto de Cirene foi o vencedor do estádio.[1]
- Tolmides, almirante ateniense, reúne 50 trirremes e 4 000 hoplitas e devasta Metone, na Lacônia e o porto lacedemônio de Gítio;[2] em seguida, foi até a ilha de Zacinto, que pertencia aos cefalônios, e a tomou, foi depois ao continente e tomou Naupacto, e colocou nesta cidade os messênios que haviam conseguido uma trégua dos lacedemônios.[3][Nota 1]

## Mortes
- Ésquilo, tragediógrafo grego.